# 風の手紙
『風の手紙』（かぜのてがみ）は、チベット族中国人女性歌手、alanの日本における5thシングル。

## 解説
- 2008年9月10日にavex traxよりリリース。DVD付き版あり。
- 「地球を創る5大要素」をテーマされた5ヶ月連続シングルリリース第3弾として、本作のテーマは「風」である。

## 収録曲

### CD
1. 風の手紙
作詞：岩里祐穂　作曲：菊池一仁　編曲：中野雄太
2. かごめ
作詞：井上カノ　作曲：菊池一仁　編曲：Anny-K
3. 風の手紙（Instrumental）
4. かごめ（Instrumental）

### DVD
1. 風の手紙 （Music Clip)
2. 風の手紙 （Image Clip)